# Норріс-Пойнт
Норріс-Пойнт (англ. Norris Point) — містечко в Канаді, у провінції Ньюфаундленд і Лабрадор.

## Населення
За даними перепису 2016 року, містечко нараховувало 670 осіб, показавши скорочення на 2,2%, порівняно з 2011-м роком. Середня густина населення становила 136,5 осіб/км².
З офіційних мов обидвома одночасно володіли 40 жителів, тільки англійською — 615. Усього 5 осіб вважали рідною мовою не одну з офіційних.
Працездатне населення становило 51,6% усього населення, рівень безробіття — 31,7% (41,2% серед чоловіків та 20,7% серед жінок). 92,1% осіб були найманими працівниками, а 6,3% — самозайнятими.
Середній дохід на особу становив $37 545 (медіана $28 032), при цьому для чоловіків — $49 739, а для жінок $26 506 (медіани — $33 365 та $24 917 відповідно).
23% мешканців мали закінчену шкільну освіту, не мали закінченої шкільної освіти — 32,8%, 43,4% мали післяшкільну освіту, з яких 32,1% мали диплом бакалавра, або вищий.
| Статево-вікова структура населення | Статево-вікова структура населення | Статево-вікова структура населення | Статево-вікова структура населення | Статево-вікова структура населення |
| ---------------------------------- | ---------------------------------- | ---------------------------------- | ---------------------------------- | ---------------------------------- |
|                                    |                                    |                                    |                                    |                                    |
| Всього                             | Всього                             | 48,5%51,5%                         |                                    |                                    |
| 0 — 14 років                       | 0 — 14 років                       |                                    | 9%                                 | 9%                                 |
| 15 — 64 років                      | 15 — 64 років                      |                                    | 62,4%                              | 62,4%                              |
| 65 і більше                        | 65 і більше                        |                                    | 28,6%                              | 28,6%                              |
| 85 і більше                        | 85 і більше                        |                                    | 3,8%                               | 3,8%                               |
| Середній вік (років)               | Середній вік (років)               | 48,651,5                           | 50,1                               | 50,1                               |
| Медіана (років)                    | Медіана (років)                    | 53,753,8                           | 53,8                               | 53,8                               |
| — чоловіки — жінки                 |                                    |                                    |                                    |                                    |

| Походження мешканців:     | Походження мешканців:     | Походження мешканців: | Походження мешканців: | Походження мешканців: |
| ------------------------- | ------------------------- | --------------------- | --------------------- | --------------------- |
| Походження                |                           |                       | осіб                  | %                     |
| Корінні американці        | Корінні американці        |                       | 190                   | 27.34%                |
| Інше північноамериканське | Інше північноамериканське |                       | 375                   | 53.96%                |
| Європейське               | Європейське               |                       | 410                   | 58.99%                |
| британське                | британське                |                       | 400                   | 57.55%                |
| французьке                | французьке                |                       | 85                    | 12.23%                |
| Азійське                  | Азійське                  |                       | 15                    | 2.16%                 |

| Зайнятість населення за галузями (за класифікацією NOC): | Зайнятість населення за галузями (за класифікацією NOC): | Зайнятість населення за галузями (за класифікацією NOC): | Зайнятість населення за галузями (за класифікацією NOC): | Зайнятість населення за галузями (за класифікацією NOC): |
| -------------------------------------------------------- | -------------------------------------------------------- | -------------------------------------------------------- | -------------------------------------------------------- | -------------------------------------------------------- |
|                                                          |                                                          |                                                          |                                                          |                                                          |
| Управління                                               | Управління                                               |                                                          | 4,8%                                                     | 4,8%                                                     |
| Бізнес, фінанси та адміністрування                       | Бізнес, фінанси та адміністрування                       |                                                          | 4,8%                                                     | 4,8%                                                     |
| Природничі та прикладні науки                            | Природничі та прикладні науки                            |                                                          | 6,5%                                                     | 6,5%                                                     |
| Охорона здоров'я                                         | Охорона здоров'я                                         |                                                          | 11,3%                                                    | 11,3%                                                    |
| Освіта, правозахист, муніципальні та урядові служби      | Освіта, правозахист, муніципальні та урядові служби      |                                                          | 9,7%                                                     | 9,7%                                                     |
| Мистецтво, культура, відпочинок та спорт                 | Мистецтво, культура, відпочинок та спорт                 |                                                          | 4,8%                                                     | 4,8%                                                     |
| Роздрібна торгівля та послуги                            | Роздрібна торгівля та послуги                            |                                                          | 24,2%                                                    | 24,2%                                                    |
| Гуртова торгівля, транспорт та обладнання                | Гуртова торгівля, транспорт та обладнання                |                                                          | 21%                                                      | 21%                                                      |
| Природні ресурси, сільське господарство                  | Природні ресурси, сільське господарство                  |                                                          | 8,1%                                                     | 8,1%                                                     |

## Клімат
Середня річна температура становить 3,4°C, середня максимальна – 18,9°C, а середня мінімальна – -13,6°C. Середня річна кількість опадів – 1 375 мм.
| Клімат поселення                              | Клімат поселення | Клімат поселення | Клімат поселення | Клімат поселення | Клімат поселення | Клімат поселення | Клімат поселення | Клімат поселення | Клімат поселення | Клімат поселення | Клімат поселення | Клімат поселення | Клімат поселення |
| Показник                                      | Січ.             | Лют.             | Бер.             | Квіт.            | Трав.            | Черв.            | Лип.             | Серп.            | Вер.             | Жовт.            | Лист.            | Груд.            |                  |
| Середній максимум, °C                         | −2,56            | −3,52            | 0,44             | 5,78             | 10,81            | 15,62            | 18,36            | 18,89            | 13,98            | 8,74             | 3,90             | −1,32            |                  |
| Середня температура, °C                       | −7,6             | −8,55            | −4,57            | 0,78             | 5,78             | 10,60            | 15,32            | 15,86            | 10,96            | 5,69             | 0,85             | −4,37            |                  |
| Середній мінімум, °C                          | −12,6            | −13,56           | −9,6             | −4,25            | 0,78             | 5,59             | 12,29            | 12,82            | 7,93             | 2,65             | −2,18            | −7,41            |                  |
| Норма опадів, мм                              | 163              | 113              | 86               | 70               | 78               | 116              | 90               | 124              | 117              | 135              | 130              | 153              |                  |
| Середньомісячна швидкість вітру, м/с          | 4.95             | 4.64             | 4.72             | 4.53             | 4.21             | 4.10             | 3.80             | 3.90             | 4.30             | 4.46             | 4.69             | 4.85             |                  |
| Середньомісячна сонячна радіація, кДж/м²·день | 3461             | 6461             | 10798            | 14683            | 17735            | 19199            | 18502            | 15668            | 11444            | 6801             | 3679             | 2593             |                  |
| --------------------------------------------- | ---------------- | ---------------- | ---------------- | ---------------- | ---------------- | ---------------- | ---------------- | ---------------- | ---------------- | ---------------- | ---------------- | ---------------- | ---------------- |
| Джерело:                                      |                  |                  |                  |                  |                  |                  |                  |                  |                  |                  |                  |                  |                  |